# Anaspis numeensis
Anaspis numeensis là một loài bọ cánh cứng trong họ Scraptiidae. Loài này được Fauvel miêu tả khoa học năm 1905.